# Buraen
Buraen is een bestuurslaag in het regentschap Kupang van de provincie Oost-Nusa Tenggara, Indonesië. Buraen telt 2896 inwoners (volkstelling 2010).